# Municipio Paz Castillo
El Municipio Paz Castillo es uno de los seis municipios que constituyen la subregión de Los Valles del Tuy y uno de los veintiún municipios que integran el Estado Miranda de Venezuela. Posee una superficie de 408 km², lo que lo sitúa como el segundo municipio más grande de Los Valles del Tuy después del Municipio Lander con 478 km² y el séptimo municipio más grande por superficie del Estado Miranda, siendo el Municipio Acevedo el más grande del Estado Miranda. Según el INE su población para 2023 es de 129 696 habitantes.
Su capital es la ciudad de Santa Lucía, es considerada como una pequeña ciudad dormitorio por su cercanía a Caracas. Su nombre homenajea al teniente coronel Juan Paz Castillo, quien nació en 1780 y entregó su vida en el año 1814, cuando comandaba la infantería en la batalla de Urica.
El municipio Paz Castillo, ubicado en el eje Tuy del estado Miranda, ha experimentado un crecimiento demográfico acelerado en las últimas décadas, impulsado principalmente por su proximidad a Caracas y la presencia de numerosas industrias en su territorio.
Entre los años 1990 y 2007, la población del municipio pasó de aproximadamente 47 500 habitantes a más de 130 000, lo que representa un incremento sustancial en un corto período de tiempo. Este fenómeno ha estado acompañado por un proceso de urbanización desordenada, con la expansión de barriadas populares que forman parte del cinturón urbano que rodea a la capital venezolana.
Como consecuencia de este crecimiento no planificado, se ha registrado un aumento en la tasa de pobreza, estimada en alrededor del 60 %, reflejando las carencias estructurales en servicios públicos, infraestructura, vivienda y oportunidades económicas.
Las parroquias que conforman este municipio son: Soapire, Santa Lucia, Santa Rita y Siquire.

## Historia
Santa Lucía, capital del municipio Autónomo Paz Castillo del Estado Bolivariano de Miranda, fue fundada en el lugar conocido como meseta de Macuto. Los primeros habitantes de Santa Lucía fueron indígenas, los esclavos negros y los españoles, quienes vivieron en el lugar durante unos 100 años. La segunda fundación de Santa Lucía se debió a la preocupación y decisión del presbítero Marcos Reyes Cueto, quien el 10 de febrero de 1621 refundó el pueblo en el mismo lugar donde se encuentra actualmente. Allí, con sacrificio y la ayuda de un pequeño número de esclavos, construye la Santa Iglesia Parroquial de Santa Lucía, en honor a Santa Lucía de Siracusa, templo que años más tarde (1967) fue reconstruido por el arquitecto Graziano Gasparini, conservando su aspecto colonial.
El 12 de abril de 1878 se produjo el devastador terremoto de Cúa, un evento sísmico de gran magnitud que afectó severamente a la localidad de Santa Lucía, conocida en aquel entonces como «La Perla del Tuy». El sismo causó la destrucción casi total del poblado y dejó un saldo estimado de 300 fallecidos, marcando un hito trágico en la historia de la región.
Dos años más tarde, en 1880, se construyó el primer acueducto en el sector Macuto, sobre los terrenos de la antigua Hacienda La Concepción. Esta obra de ingeniería hidráulica, diseñada por el ingeniero José A. Sánchez, fue ejecutada durante el gobierno del presidente Antonio Guzmán Blanco, y representó un avance significativo en el suministro de agua potable para la población.
En 1896, el Ferrocarril Central de Venezuela llegó a Santa Lucía, lo que impulsó un notable movimiento comercial y agrícola en la región. Este desarrollo convirtió a los Valles del Tuy en el llamado “Granero de Caracas”, al convertirse en una fuente confiable de alimentos para la capital de la República.
Como reconocimiento a su importancia estratégica y económica, Santa Lucía fue designada capital del estado Miranda por la Asamblea Legislativa en el año 1900, consolidando su papel como centro político y comercial de la región tuyera.

## Geografía
Está ubicado en la región norte de los Valles del Tuy, está separado al norte de los municipios Plaza y Zamora por la Fila de Caraballo. La zona norte es predominantemente montañosa con elevaciones promedio de 500 m s. n. m., la región central y sur son una planicie formada por el curso de agua más importante del municipio, el río Guaire que va en dirección norte-sur, al sur el valle es formado por el río Tuy el cual lo separa del Municipio Independencia

### Hidrografía

##### Río Guaire
Santa Lucía es el último pueblo por donde transita el río Guaire en su recorrido, ya que al llegar a Santa Teresa desemboca en el río Tuy. El Guaire representa unos de los afluentes más importantes del municipio y es donde desemboca la mayoría de las quebradas que lo componen. A lo largo de su historia, el río Guaire ha sido de gran relevancia para los luciteños, y antes de que estuviera contaminado era su principal afluente y allí se encontraban grandes campos de arroz, maíz, café y caña de azúcar (en la bandera del municipio se aprecia el color azul en representativa del río).
Rio Orituco: Es un río que nace cerca de la Cortada del Guayabo y desemboca en el Río Guaire cerca de la Virginia, Santa Lucía. Transcurre por todo lo que se conoce como Guatopo.
Rio Siquire:  tiene una altitud de 185 metros, está situada en Güere Güere, cerca de Quebrada Güere Güere.

### Principales Quebradas
- Quebrada Agua Bendita:
- Quebrada el Tigre
- Quebrada Soapire:
- Quebrada Apote
- Qubrada Jesús
- Quebrada Arenaza
- Quebrada Caiza
- Quebrada La Virgen
- Quebrada Cañaveral
- Quebrada Pichao
- Quebrada Siquire
- Qubrada Totumito[5]
- Quebrada Urapal

### Relieve
Si queremos definir las características del relieve del Municipio Paz Castillo, lo podemos definir como un relieve de inclinado a plano en la zona urbana y bastante inclinado en su zona montañosa. A continuación se exponen las principales cimas, cerros, filas y topos:

#### Cerros
- Cerro El Frío (800mts)
- Cerro El Plazas  (200mts)
- Cerro San Román (400mts)
- Cerro Tun Tun (200mts)
- Cerro el Indio

#### Cimas
- Cima Castillito (800mts)
- Cima El Mirador (800mts)

#### Filas
- Filas Totumito (800mts punto más alto)
- Parte de Las Filas Mariche
- Fila Alto de la Bandola (600mts)
- Fila Los Cerritos (600mts punto más alto)
- Fila San Isidro (200mts punto más alto)
- Fila Charallave (200mts puto más alto)
- Filas Las Yaguas (600mts punto más alto)
- Fila Las Hermanitas (240mts punto más alto)

#### Topos
- Topo El Loro (200mts)
- Topo Papelón (400mts)

## Caseríos, Barrios y pequeños poblados
El municipio Paz Castillo, por consecuencia de su gran densidad de población, muchas personas buscaron realizar distintas casas improvisadas en terrenos y pequeñas colinas. Paz Castillo cuenta con más de cuarenta y cinco barrios reconocidos hasta ahora, por lo que resaltan:

### Barrios
- Barrio El Nogal
- Barrio El Calvario
- Barrio El Limón
- El Tun tun
- El Calvario
- El Hormiguero
- La Vega
- El Milagro
- Sector Pueblo Arriba
- Sector Pueblo Abajo
- Macuto
- El Mamonal
- La Guayana
- La aguada
- San Ignacio
- El Rebalse

### Pequeños Poblados
- Las Kisantas del Nogal
- La Moca
- Santa Rita
- Soapire
- Pichao
- Arenaza
- Siquire
- Macuto
- Pequeñas casas en las filas de Mariche
- Urbanización el Rosario (las casitas)
- Chatarrero
- Las Adjuntas
- El Placer de Siguire
- Tumuso
- Moca
- Mopia
- San Benito

### Conjunto Residenciales y urbanizaciones.
- Urbanización el Rosario "las casitas".
- Urbanización Macuto.
- Urbanización La Raiza
- Las Carolinas
- El Manguito I, II y III, IV, V.
- El Limón
- Santa Lucía
- La Virginia
- Nueva Virginia
- Lomas del Rosario
- Urbanización Unicentro
- Urbanización Mediterráneo

## Vías de Transporte
Santa Lucía posee muchas vías de comunicación que hacen de ella una céntrica ciudad dormitorio. Desde el centro de la capital de Paz Castillo se puede acceder por carreteras a muchos lugares incluyendo Caracas, entre los que destacan:

### Principales Calles, Vías y Avenidas
- Av. Reyes Cueta
- Av. El Milagro
- Av. Principal Lomas del Rosario
- Av. Principal del Alto de Soapire
- Calle Bolívar
- Calle Doctor Francisco Espejo
- Calle Sucre
- Calle Miranda
- Calle Paz Castillo
- Vía Soapire

### Carreteras
- Carretera Nacional Petare-Santa Lucía
- Carretera Nacional Santa Lucía-Oripoto
- Carretera Nacional Santa Lucía-Santa Teresa
- Carretera Nacional La Raisa

## Turismo
Paz Castillo cuenta con amplios lugares recreativos para el disfrute de los visitantes, entre los cuales destacan los siguientes:
- El casco histórico de Santa Lucía
- La Hacienda El Volcán
- El río El Loro
- El monumento a la Virgen de Santa Lucía
- Las ruinas históricas de Macuto
- Estadio Las Tuyerías
- La quebrada de Siquire
- Cine Teatro de Santa Lucía
- Centro de la Diversidad Cultural "San Benito"
- Centro Recreacional "Tu Piscina La Virginia"
- Parque Camaquito
- Boulevar de la primera transversal

## Educación
Las principales casas de estudio son:
- U.E. Dr. José Francisco Torrealba
- Grupo Escolar Dr. Francisco Espejo
- E.B. Francisco De Miranda
- U.E. José Manuel de los Ríos
- U.E.P Santa Lucía de Siracusa
- U.E.P. María Antonia Bolívar
- U.E.P. Padre Reyes Cueto
- U.E.N.B. Venezuela
- U.E. Lya Imber de Coronil
- U.E.P. Santa Lucía de Pariaguán
- E.N.B. Manuel Piar
- Universidad Nacional Abierta
- U.E. La Ceiba del Alto
- U.E Simón Rodríguez
- U.E.P. Bolívar y Bello
- U.E.P Vargas de Tory
- U.E.P Estado Barinas
- U.E.P. Simón y Simón
- U.E.E Juana Teresa Herrera
- U.E.N.B. Estado Vargas
- U.E.N.B. Salvador Allende
- Aldea Universitaria "Salvador Allende" (Misión Sucre)

## Política y Gobierno

### Alcaldes
| Período                            | Alcalde                              | Partido político / Alianza | % de votos | Notas |
| ---------------------------------- | ------------------------------------ | -------------------------- | ---------- | --- |
| 1989 - 1992                        | Francisco Antonio Hernández (Cotoño) | Copei                      | 54,08      | Primer alcalde bajo elecciones directas |
| 1992 - 1995                        | Francisco Antonio Hernández (Cotoño) | Copei                      | 57,96      | Reelecto |
| 1995 - 2000                        | Rafael Galluzzo                      | Copei                      | -          | Segundo alcalde bajo elecciones directas (se realizaron elecciones generales adelantadas en el 2000 debido a la aprobación de la Constitución de 1999) |
| 2000 - 2004                        | Elio Serrano                         | MAS                        | 51,29      | Tercer alcalde bajo elecciones directas |
| 2004 - 2008                        | Elio Serrano                         | PODEMOS                    | 57,19      | Reelecto |
| 2008 - 2013                        | Víctor Julio González                | PSUV                       | 79,42      | Cuarto alcalde bajo elecciones directas (se postergan 1 año las elecciones municipales pautadas para finales del 2012)                                 |
| 2013 - 2017                        | Víctor Julio González                | PSUV                       | 65,43      | Reelecto |
| 2017 - 2021                        | Erik Lovera                          | PSUV                       | 86,81      | Quinto alcalde bajo elecciones directas |
| 2021 - 2025                        | Víctor Julio González                | PSUV                       | 60,95      | Sexto alcalde bajo elecciones directas |
| Fuente: Consejo Nacional Electoral |                                      |                            |            | |

### Concejo municipal
Período 2021 - 2025
| Concejales           | Partido político / Alianza |
| -------------------- | -------------------------- |
| Ruth Pérez           | PSUV                       |
| Arnaldo Núñez        | PSUV                       |
| Luis Melendez        | PSUV                       |
| Menwi Salazar        | PSUV                       |
| Jesus Martinez       | PSUV                       |
| Luis Meléndez        | PSUV                       |
| Jesus Martínez       | PSUV                       |
| Alejandrina Báez     | FV                         |
| José Manuel Urdaneta | FV                         |